# Broek op Langedijk
Broek op Langedijk is een dijkdorp en voormalige gemeente in de gemeente Dijk en Waard, in het westen van West-Friesland, in de Nederlandse provincie Noord-Holland.

## Ontstaan
Broek op Langedijk heette ooit gewoonweg Broek. Die naam duidt op een laag gelegen plaats in moerasachtig land, 'op Langedijk' wijst naar het feit dat de plaats op en aan de dijk ligt, die de langedijk werd genoemd. Het was zoals de naam al aangeeft een vrij lange dijk. De plaatsnaam komt in de 12e eeuw voor als Broec, in 1424 als Broeck opten dijck en 1639 als Brock Langhendyck. Broek op Langedijk maakte tot 1 januari 2022 deel uit van de gemeente Langedijk. Broek op Langedijk was van 1810 tot 1941 een zelfstandige gemeente.
De dorpen Broek, Zuid- en Noord-Scharwoude hadden als bijnaam het rijk der duizend eilanden vanwege de grote hoeveelheid kleine eilandjes voor de landbouw. Een deel van de eilandjes is ontwikkeld tot woonwijk, een ander deel is natuurgebied.

## Tuinbouw
Broek op Langedijk is een tuinbouwgebied; er wordt met name veel (witte) kool geteeld. Tot de ruilverkaveling begin jaren 70 van de 20e eeuw was het gebied volledig opgedeeld in kleine langwerpige eilandjes (akkertjes) die uitsluitend over het water bereikbaar waren. De skuiten (vletten, boten) waren meestal van zwart geteerd staal met rode en groene accenten, vaak voorzien van een vaste dieselmotor. Schuiten zonder motor werden voortbewogen met de kloet, een houten vaarboom met een V-vormige onderkant die wel grip heeft in de klei maar niet blijft steken.
In 1887 is in Broek op Langedijk de eerste groenteveiling bij afslag ontstaan, de Broeker veiling. Dit is tevens de oudste groenteveiling van Europa – eerst in de open lucht, kort daarna in een houten gebouw waar de schuiten met kool doorheen konden varen. Sinds de jaren 80 is de veiling als bedrijf opgenomen in wat later The Greenery werd. Het gebouw is vervolgens zonder veel aanpassingen een veilingmuseum geworden.
De originele bebouwing bestaat uit een rij huizen aan beide zijden van de Dijk, met aan de westzijde nog een rij huizen die voor de verkaveling uitsluitend via smalle bruggetjes bereikbaar waren. Soms groeiden er halve woonwijken achter één zo'n bruggetje van nog geen meter breed. Met name bij verhuizen en brandbestrijding was de enige toegang dan over het water. Het Oxhoofdpad is een van de weinige steegjes die nog min of meer in originele staat zijn gebleven, inclusief een bruggetje zoals er ooit honderden van waren.

## Bevolking
De meeste bewoners zijn tegenwoordig forenzen, daarnaast werkt een deel in de Lays chipsfabriek en is een deel van de bevolking nog altijd werkzaam in de tuinbouw. Ten westen van het oude dorp is tegenwoordig een groot bedrijfsterrein gelegen. Broek op Langedijk heeft 6.090 inwoners, 1.304 per vierkante kilometer.

## Bezienswaardigheden
Broek op Langedijk heeft een hervormde kerk uit de 16e eeuw en in de voormalige Broeker veiling, de oudste groenteveiling ter wereld, met als bijzonderheid dat het een doorvaarveiling was, is Museum BroekerVeiling gevestigd. Verder staat buiten het dorp een poldermolen.
In 1793 woedde er in Broek op Langedijk een grote brand. Hierbij gingen meer dan veertig huizen verloren, rondom de hervormde kerk. Zes jaar later, tijdens de Bataafse Revolutie en in de Franse tijd, werd de kerk door de Fransen gebruikt als paardenstal. Na de oorlog werden de huizen en gebouwen, waaronder het raadhuisje, een school en een herberg, herbouwd.

## Overig
In de film Spider-Man: Far From Home fungeert Broek op Langedijk als setting voor enkele scènes. De film is overigens niet opgenomen in Broek op Langedijk, maar in Praag, waar een decor is nagebouwd dat Broek op Langedijk moet voorstellen.

## Geboren
- Anna op 't Landt (1883-1945), beeldhouwer